# 堪察加男子 (艺术品)
堪察加男子是一个于1780年至1804年期间诞生于俄罗斯圣彼得堡的陶塑。1779年，圣彼得堡御瓷厂的吉恩·多米尼克·罗歇特制造了堪察加男子陶塑模具，使得其成为了工厂大规模生产的产品。该系列产品的生产工作从1780年一直持续到了1804年为止，常作为礼物赠送给外国政要。该系列陶塑还有萨莫耶德人、鞑靼妇女、卡巴尔达男人等。

## 简介
伊捷尔缅族（伊捷尔缅语：Ительмень, итэмэн），又名堪察加人，是分布于堪察加半岛的古代亚洲人。目前伊捷尔缅族人口约3000人，绝大部分分布于俄罗斯，极少部分（不足100人）分布在乌克兰。他们与科里亚克族及楚科奇人说同一语系，现在多数说俄语。在凯瑟琳大帝的赞助下，位于俄罗斯圣彼得堡的圣彼得堡御瓷厂进入了繁荣时期。该御瓷厂主要服务于皇家，其生产出的作品常作为礼物赠送给外国政要。堪察加男子陶塑全高约21.6厘米，在其棕色珐琅基座上印上了难以辨认的标志。1982年，由杰克与贝尔·林斯基赠送给大都会艺术博物馆。